# Demografia Țării Galilor

Harta densității Țării Galilor conform recensământului din 2011.

Demografia Țării Galilor  constă în numărul populației, locul nașterii, vârstă, etnie, religie, și numărul cuplurilor căsătorite din Țara Galilor.